# Кэй (школа)

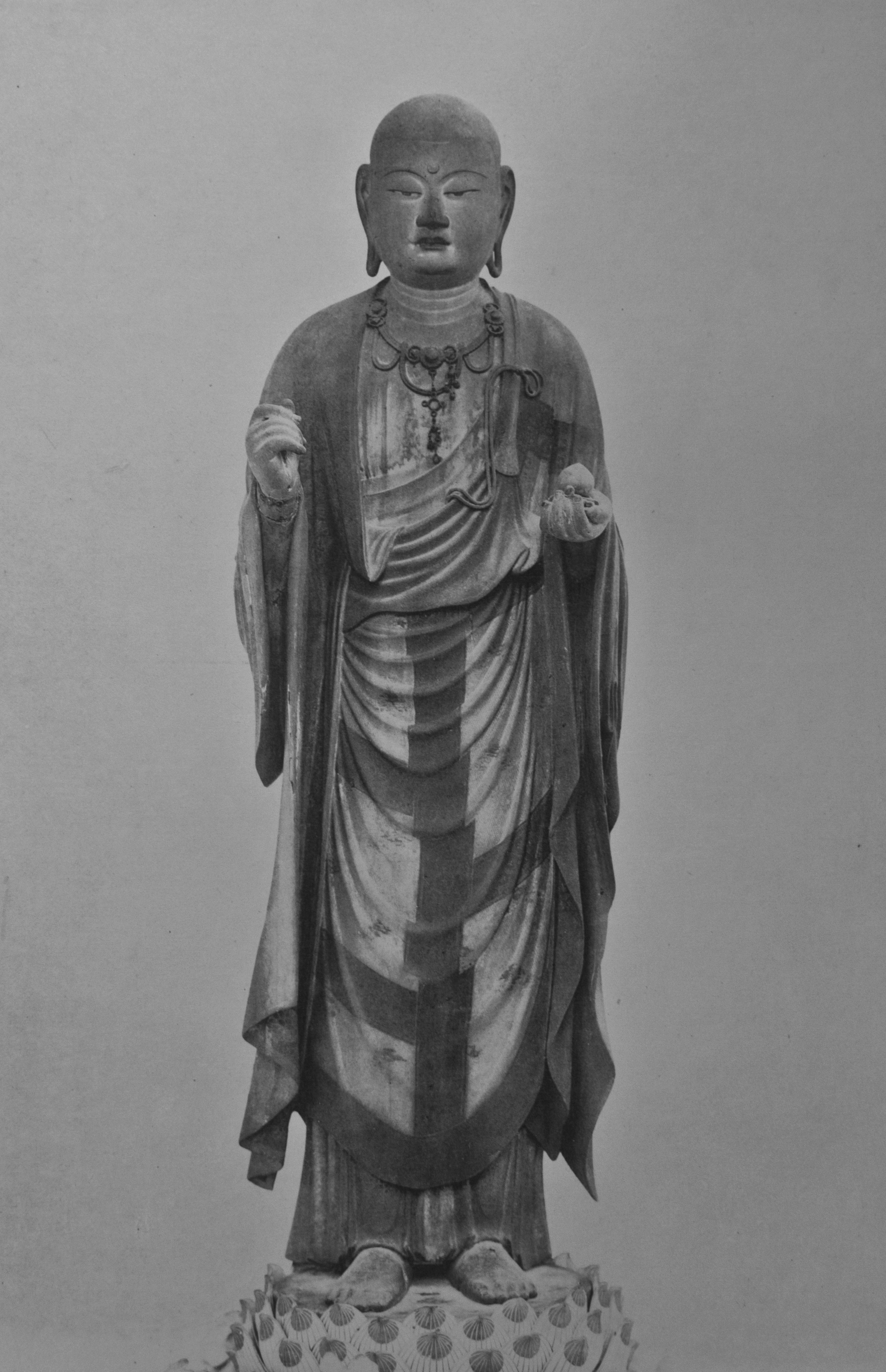
Дзидзо из Тодай-дзи. Кайкэй

Школа Кэй (яп. 慶派 кэй ха) — одна из японских скульптурных школ, специализировавшаяся на изображениях Будды и существовавшая с конца XII века по XIX век. Крупнейшие мастера этой школы — Кокэй, Ункэй, Танкэй и Кайкэй. Работы скульпторов Кэй тяготеют к реализму, в них нет рефлексии и хэйанского моно-но аварэ.

## История и художественные особенности
Предтечей стиля школы Кэй были работы Райдзё, внука знаменитого скульптора Дзётё. Время расцвета школы Кэй приходится на период Камакура (1185—1333), когда господствовали самурайские эстетические идеалы: ценились бесстрашие и воинская доблесть. Название «Кэй» дано этой школе современными историками искусства и происходит от часто встречавшегося в артистических псевдонимах иероглифа  (яп. 慶 кэй), он входит и в состав имени первого мастера школы Кэй, Кокэя. Мастерска́я (яп. 仏所 буссё) школы Кэй первоначально располагалась в храме Кофуку-дзи, а затем переехала в Киото на улицу Ситидзё, благодаря чему получила название Ситидзё-буссё (яп. 七条仏所).
В своих произведениях скульпторы школы Кэй возвращались к классическому стилю скульптуры Нары VIII века, развившемуся под китайским влиянием. Их работы довольно реалистичны, они окрашены приглушёнными красками, хотя их всё равно характеризуют как «преувеличенный реализм», особенно это заметно в статуях существ, не достигших просветления. Несмотря на классическое влияние, скульпторы Кэй пользовались инновативными техниками, производя статуи из полых фрагментов, которые позже скрепляли: эта техника называется «ёсэги» (яп. 寄木造 ёсэги дзукури). В глаза статуям вставляли кварц, имитирующий человеческую радужную оболочку и зрачки, данная особенность известна как «гёкуган» (яп. 玉眼, «драгоценный глаз»).
Среди произведений мастеров школы Кэй — статуи Рютоки (яп. 竜灯鬼) и Тэнтоки (яп. 天灯鬼) из Кофуку-дзи, триада Амида-сандзон (яп. 阿弥陀三尊像) из Золотого зала Хорю-дзи, несколько скульптур в То-дзи, Рокухарамицу-дзи, Бякуго-дзи, Дзинго-дзи, Хання-дзи, Дайхоон-дзи. Школе Кэй поступил заказ на восстановление Кофуку-дзи и Тодай-дзи, разрушенных войсками рода Тайра, и в 1180—1212 годах они работали над этими двумя храмами. Для выполнения этого заказа мастера изучали китайские образцы, созданные в период царствования династии Тан. В 1203 году Ункэй и Кайкэй вместе с двумя другими скульпторами и 16 ассистентами создали знаменитые восьмиметровые фигуры демонов-охранителей нио, стоящих у Южных ворот Тодай-дзи, Нандаймон. В целом работы Ункэя скорее тяготеют к реализму, а Кайкэя — к идеалистическому изображению предмета. В работах Ункэя заметно также влияние сунской скульптуры. Шестеро его сыновей также стали скульпторами.
После угасания школ Ин и Эн школа Кэй оставалась единственной традиционной «буссё» вплоть до начала реставрации Мэйдзи, когда и она угасла.

Произведения школы Кэй
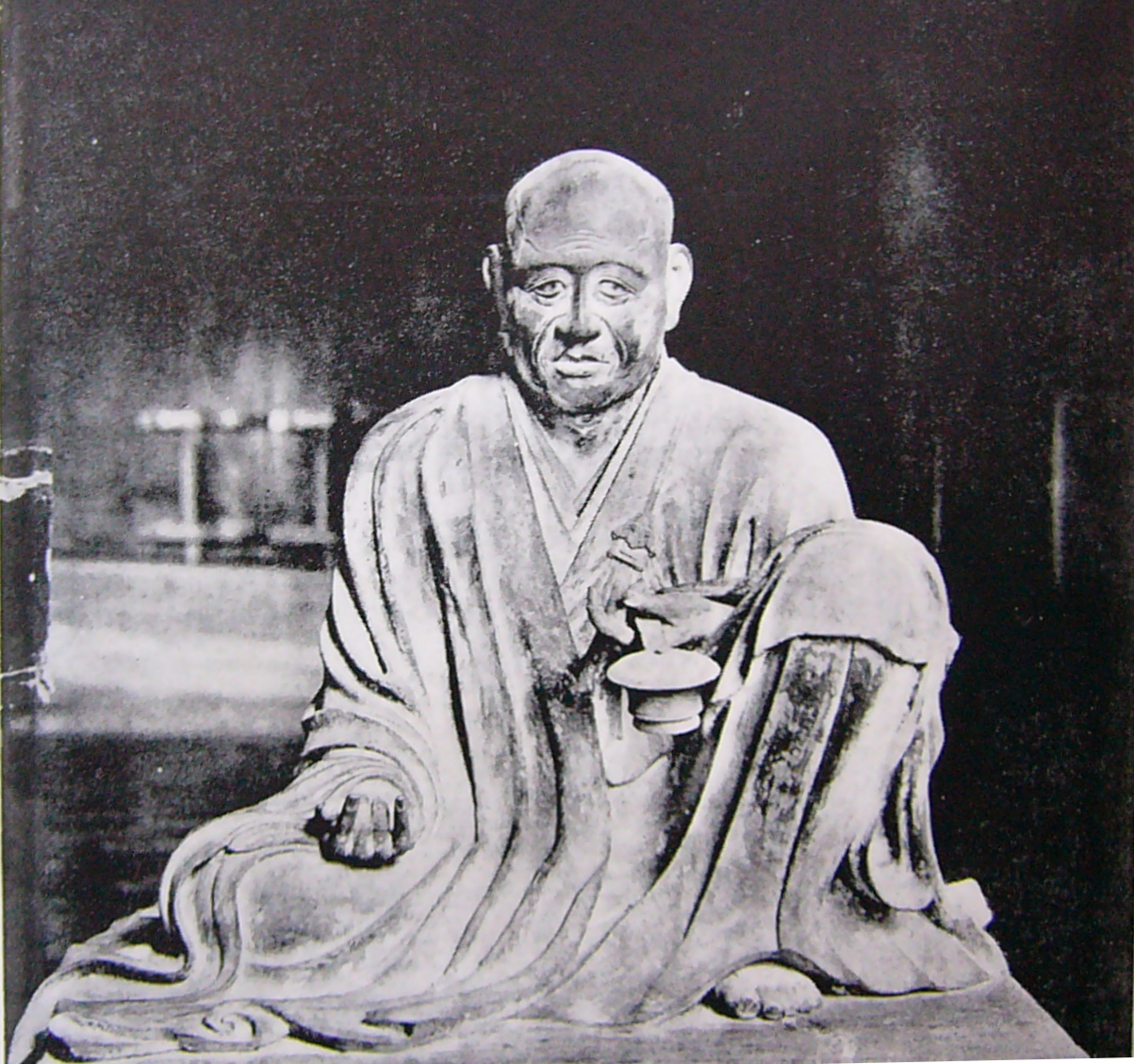
Статуя работы Кокэя, ок. 1187
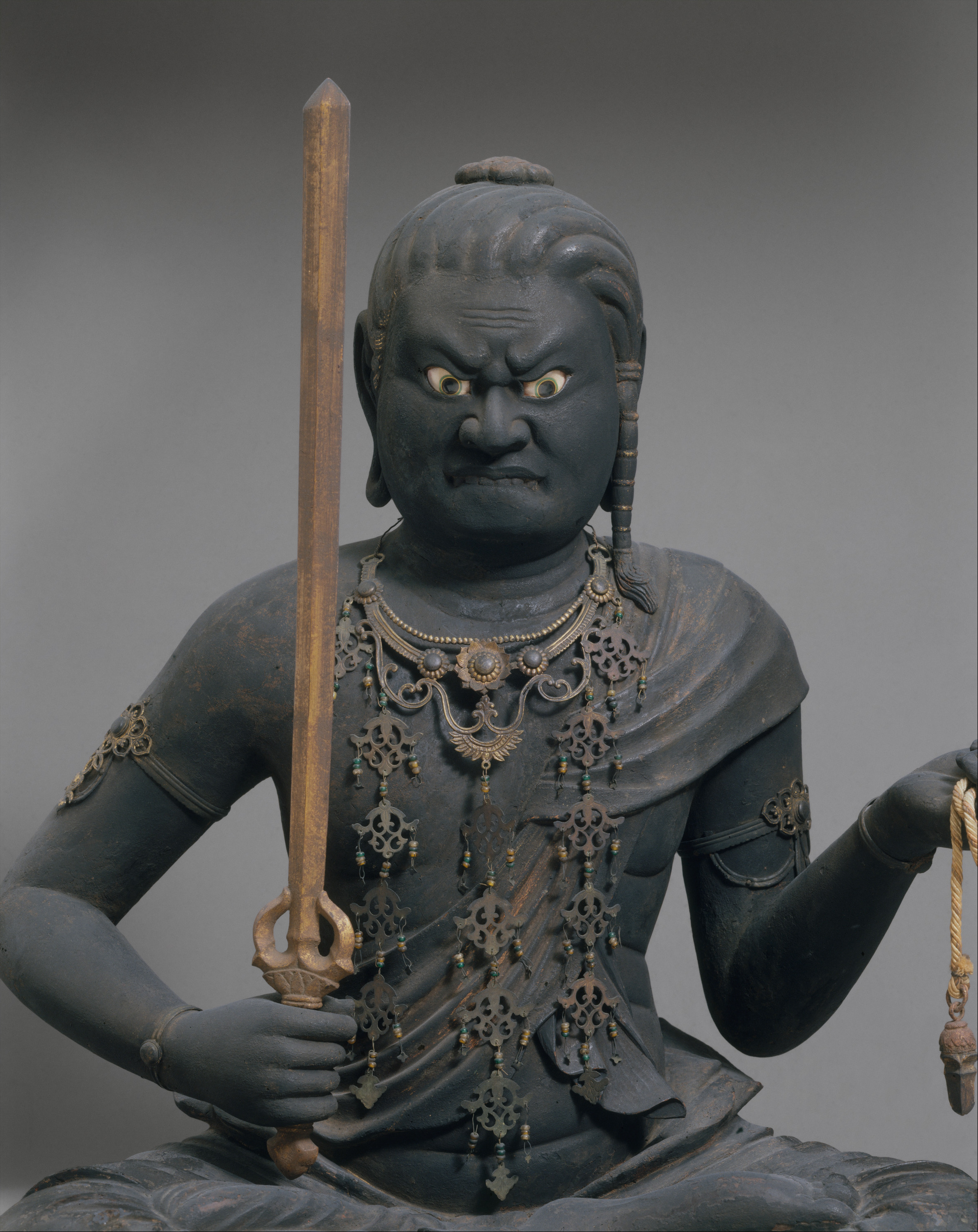
Фудо-мёо, Кайкэй, нач. XIII в.